# Lijst van beelden in Wijchen
Dit is een (onvolledige) chronologische lijst van beelden in Wijchen. Onder een beeld wordt hier verstaan elk driedimensionaal kunstwerk in de openbare ruimte van de Nederlandse gemeente Wijchen, waarbij beeld wordt gebruikt als verzamelbegrip voor sculpturen, standbeelden, installaties, gedenktekens en overige beeldhouwwerken.
Voor een volledig overzicht van de beschikbare afbeeldingen zie: Beelden in Wijchen op Wikimedia Commons.
| Geplaatst | Omschrijving                             | Kunstenaar                                              | Straat                                          | Plaats    | Materiaal                                                                    | Afbeelding        |
| --------- | ---------------------------------------- | ------------------------------------------------------- | ----------------------------------------------- | --------- | ---------------------------------------------------------------------------- | ----------------- |
| 1921      | Heilig Hartbeeld                         | onbekend                                                | Oosterweg, bij Antoniusabt kerk                 | Wijchen   |                                                                              |                   |
| 1934      | Heilig Hartbeeld                         | onbekend                                                | Dorpsstraat                                     | Hernen    |                                                                              |                   |
| ≤1940     | Heilig Hartbeeld                         | onbekend                                                | terrein voormalig Franciscanenklooster, Leemweg | Alverna   |                                                                              |                   |
| ≤1940     | Sint Franciscus                          | onbekend                                                | terrein voormalig Franciscanenklooster, Leemweg | Alverna   |                                                                              |                   |
| 1945      | Monument voor Jacques J.C.M. Luske       | Jac Maris                                               | Dorpsstraat (buitenmuur voormalig Gemeentehuis) | Bergharen |                                                                              |                   |
| 1959      | Tijl Uilenspiegel                        | Auguste Manche                                          | Heumenseweg                                     | Alverna   | brons                                                                        |                   |
| 1973      | Onder moeders paraplu                    | Ed van Teeseling                                        | Heilige Stoel 38                                | Wijchen   | brons                                                                        |                   |
| 1973      | Centaur (Cheiron)                        | Ed van Teeseling                                        | Kasteellaan/Mr. van Coothlaan                   | Wijchen   | brons                                                                        |                   |
| 1976      | Potplant                                 | Huub en Adelheid Kortekaas                              | Kasteeltuin (Kasteel van Wijchen)               | Wijchen   | Cortenstaal                                                                  |                   |
| 1976      | Piramide                                 | Gerard Walraeven                                        | Kraaijenberg, t.o. 9217                         | Wijchen   | staal en Cortenstaal                                                         |                   |
| 1984      | Emilia                                   | Paul de Swaaf                                           | Kasteellaan                                     | Wijchen   | brons                                                                        |                   |
| 1984      | Vredesmonument                           | Henk C. Scheffer                                        | Meerdreef                                       | Wijchen   | ijzer & natuursteen                                                          |                   |
| 1986      | De Hoefsmid (eerbetoon aan Jan Moors)    | Henk Göbel & Marga Carlier                              | Spoorstraat                                     | Wijchen   | brons                                                                        |                   |
| 1987      | De akker                                 | Huub en Adelheid Kortekaas                              | Huissteden 14 (wijkcentrum)                     | Wijchen   | Cortenstaal                                                                  |                   |
| 1989      | Omhoogwijzend teken                      | Erzsike Mári                                            | Stationslaan/d’Osystraat                        | Wijchen   | staal                                                                        |                   |
| 1990      | Communicatie                             | Ronald Tolman                                           | Ringlaan                                        | Wijchen   | brons                                                                        |                   |
| 1992      | Het prieel                               | Hans Vos                                                | Tunnelweg (winkelcentrum)                       | Wijchen   | staal & beton                                                                |                   |
| 1992      | De poort                                 | Cor Litjens                                             | Meerdreef (Zwembad)                             | Wijchen   | brons & hardsteen                                                            |                   |
| 1993      | Vuurvogels                               | Jos Hermans                                             | Hoefsestraat (verpleeghuis De Weegbree)         | Wijchen   | brons & beton                                                                |                   |
| 1993      | Totem                                    | Jackie Bouw                                             | Binnenplein Gemeentekantoor                     | Wijchen   | keramiek                                                                     |                   |
| 1994      | De tafel                                 | Klaas Gubbels                                           | Klapstraat (park)                               | Wijchen   | staal                                                                        |                   |
| 1996      | Zonneveld                                | Jan van IJzendoorn                                      | Saltshof                                        | Wijchen   | graniet                                                                      |                   |
| 1998      | De trinoom of Dierfiguren                | Michel Kuipers                                          | Diemenwei 40 (Basisschool De Trinoom)           | Wijchen   | keramiek                                                                     |                   |
| 1998      | Blue Boat                                | Kazuo Katase                                            | Wijchens Meer                                   | Wijchen   | aluminium                                                                    |                   |
| 1998      | Gedenkbeeld Everardus                    | Huub en Adelheid Kortekaas                              | Everardusplein                                  | Wijchen   | Cortenstaal, bronzen klok en marmeren altaar uit de voormalige Everarduskerk |                   |
| 1999      | De koningsvogel                          | Jerome Symons                                           | Kerkplein                                       | Niftrik   | brons                                                                        |                   |
| 1999      | Het bewoonde landschap                   | Adri Verhoeven                                          | Maasbandijk                                     | Balgoij   | natuursteen & graniet                                                        |                   |
| 2001      | De begroeting of De wachter              | Marion Jebbink                                          | De Dreef/Dorpsstraat                            | Hernen    | Frans kalksteen (pierre de lens)                                             |                   |
| 2001      | Het bouwsel                              | Ruud van de Wint                                        | Diemenwei 10                                    | Wijchen   | ijzer & glas                                                                 |                   |
| 2004-2006 | De stroom (zeven x twee beelden)         | Paul de Kort                                            | Randweg-Westerdreef Zuiderdreef-Oost            | Wijchen   |                                                                              |                   |
| 2005      | Gemeentewerf                             | Allard Budding                                          | Kamerlingh Onnesstraat                          | Wijchen   | hout                                                                         |                   |
| 2006      | Waar het Oog al is, wil de Voet naar toe | Dedden & Keizer                                         | Nieuweweg/Kasteellaan                           | Wijchen   | keramiek                                                                     |                   |
| 2006      | Veehandelaren                            | Gerard Brouwer                                          | Kasteellaan/Mr. van Coothlaan                   | Wijchen   | brons                                                                        |                   |
| 2006      | De kikker                                | Marcel Warmenhoven ism de leerlingen van de basisschool | Lingert 60 (Basisschool De Trinoom)             | Wijchen   | brons                                                                        |                   |
| 2006      | Groei                                    | Herman Kruis                                            | Oosterweg (Cultureel centrum ’t Mozaïek)        | Wijchen   | roestvast staal, messing, Trespa (zwart)                                     |                   |
| 2008      | Plus                                     | Laurens Kolks                                           | Roerdompstraat (Brede school Noorderlicht)      | Wijchen   | veiligheidsglas & aluminium                                                  |                   |
| 2009      | Zandduin, hekwerk en bankjes             | Ruud-Jan Kokke                                          | (Kulturhus)                                     | Bergharen |                                                                              |                   |
| 2009      | Triskelion                               | Diederik Klomberg                                       | Suikerbergseweg (Paschalisschool)               | Wijchen   | beton                                                                        |                   |
| ≤2010     | Erik van Lindert ofm                     | onbekend                                                | terrein voormalig Franciscanenklooster, Leemweg | Alverna   | brons                                                                        |                   |
| 2012      | Twee monumentale hoofden                 | Elisabet Stienstra                                      | Graafseweg (rotonde Nieuweweg)                  | Wijchen   | beton, baksteen                                                              | Meer afbeeldingen |